# Hiram
Hiram eller Huram är ett manligt  förnamn som går tillbaka till hebreiska "חִירָם". I Bibeln nämns kung Hiram av Tyros som en vän till kung David och Salomo.

## Personer
- Pseudonym för Märit Huldt, matskribent och kokboksförfattare
- Hiram Abif
- Hiram Bingham I, missionär till kungariket Hawai'i
- Hiram Bingham II, hans son, även han missionär till Hawai'i
- Hiram Bingham III, amerikansk senator från Connecticut och upptäcktsresande (upptäckte Machu Picchu 1911)
- Hiram Bingham IV, amerikansk vicekonsul i Marseille under Andra världskriget
- Hiram Bullock
- Hiram Fong
- Hiram II
- Hiram Johnson
- Hiram Keller
- Hiram Maxim
- Hiram Mier
- Hiram Rhodes Revels
- Hiram Runnels
- Hiram Tuttle
- Hiram Wesley Evans
- Hiram Young Brook